# 안토넬로 쿠쿠레두
안토넬로 쿠쿠레두(이탈리아어: Antonello Cuccureddu antoˈnɛllo kukkuˈrɛddu[*], 사르데냐어:  kukuˈɾeɖːu, 1949년 10월 4일, 사르데냐 주 알게로 ~)는 이탈리아의 전 축구 감독이자 선수로, 현역 시절 수비수로 활약했다. 그가 가장 최근에 지도한 구단은 프리마 디비시오네의 그로세토로 2014년까지 이끌었다.

## 클럽 경력

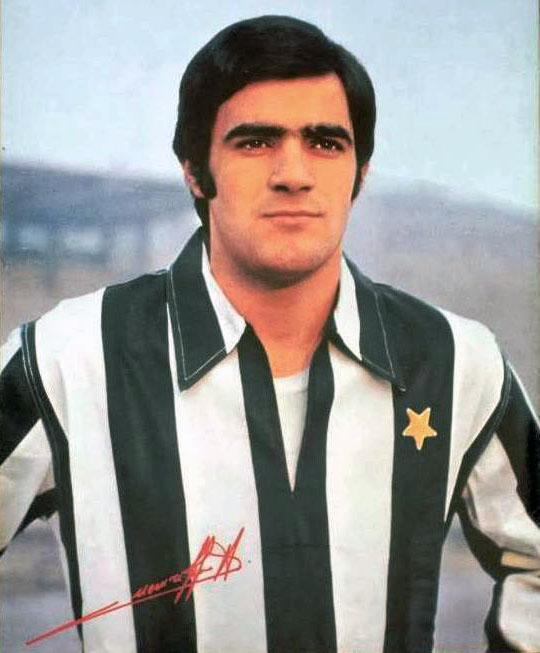
1969년, 백흑 군단(Bianconeri)의 쿠쿠레두

중앙 수비수인 쿠쿠레두는 브레시아(1968–1969), 유벤투스(1969–1981, 세리에 A 6회 우승), 그리고 피오렌티나(1981–1984) 소속으로 현역 시절을 보냈다.
수비수 치고는 골냄새를 잘 맡던 선수로,(그는 멀리서도 골문을 겨냥할 수 있었다) 미드필더로 활약하던 시즌이기는 하나 한 시즌에 12골을 기록(1973-74 시즌 세리에 A에서)하기도 했다. 그의 가장 회자되는 골은 로마의 적지 올림피코에서 열린 1972-73 시즌 최종전에 넣은 골이었다. 유벤투스는 그의 골 덕에 로마를 2-1로 이기면서 밀란을 승점 1점차로 제치고 통산 15번째 리그 우승을 거두었는데, 시즌 막판에 밀란이 미끄러지면서 역전 우승을 거둘 수 있었다. 다른 리그 우승 경쟁 구단인 라치오와도 승점 차이는 불과 2점이었다.

## 국가대표팀 경력
쿠쿠레두는 국가대항전에서 이탈리아 국가대표팀 일원으로 13번의 경기에 출전했고, 1978년 월드컵에 참가했다.(그는 1-0으로 이긴 아르헨티나전과 1-2로 패한 브라질과의 3위 결정전을 포함해 총 5번의 경기에 출전했다.)

## 경기 방식
쿠쿠레두는 근면하고 전술적으로 다재다능한 선수로, 공수 양면에서 선수단을 보조하며, 수비나 중원 어느 위치서든 활약할 수 있었다. 현역 시절 내내, 그는 주로 수비수를 맡았으며 공격본능이 있는 중앙 측면 수비나 최측면 수비를 맡거나, 주 역할인 중앙 수비를 담당했다. 그는 미드필더로 나오기도 하며 현역 시절 초에는 이 역할을 맡아 주로 반측면 자원, 중앙, 광역, 수비형 미드필더, 혹은 공격형 미드필더를 맡곤 했다.

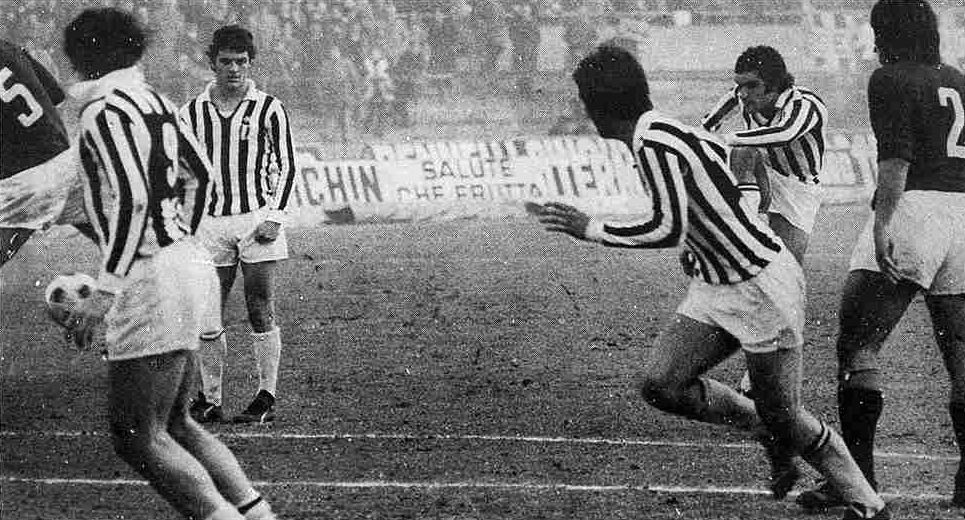
1974년, 직접 프리킥으로 득점에 성공하는 유벤투스의 쿠쿠레두(오른쪽에서 2번째)

선수로서, 그는 역동성, 체력, 경기를 읽는 능력, 시야, 그리고 전술적 지능으로 잘 알려졌다. 비록 그는 수비형 선수였으나, 현역 내내 골문 앞에서 골 결정력이 있었고, 정확하고 강력한 오른발로 먼 거리에서 골문을 열 수 있어서 수비하는 입장에서는 위협적인 존재였다. 먼 거리에서도 골문을 겨냥할 수 있어, 그는 정지 상황이나 페널티킥 상황에서 정확하게 골문을 노렸다.

## 감독 경력
감독으로서, 그는 1994년에 유벤투스 유소년부를 이끌고 전국 유소년 리그와 비아레조 대회를 동시에 석권했다. 1999-2000 시즌, 그는 세리에 C1의 B조 우승을 통해 크로토네를 세리에 B로 승격시켰다.
2006-07 시즌, 그는 그로세토를 이끌고 세리에 C1/A 우승과 사상 첫 세리에 B 승격을 이룩했다. 쿠쿠레두는 얼마 지나지 않아 그로세토를 떠나 세리에 C1의 페루자로 이적했지만, 그로세토에서의 성과를 다시 내지 못했다. 그는 2009년 3월부터 프리마 디비시오네의 페스카라 감독으로 취임했다. 그러나, 그의 페스카라와의 동행은 2010년 1월에 란차노의 전 감독 에우세비오 디 프란체스코에게 지휘봉을 내주면서 끝났다. 2013년, 그는 프리마 디비시오네의 그로세토로 복귀해 2014년 1월까지 지도했지만, 성적 부진으로 해임되었다.

## 감독 전술
쿠쿠레두는 감독으로서 수비에 중점을 두어 4인의 수비수를 두는 4-4-2 전형으로 보수적인 전술을 채택하거나, 4-3-1-2 전형을 활용했다.

## 수상

### 선수
유벤투스
- 세리에 A: 1971–72, 1972–73, 1974–75, 1976–77, 1977–78, 1980–81
- 코파 이탈리아: 1978–79
- UEFA컵: 1976–77

### 감독
유벤투스 유소년부
- 비아레조 대회: 1994
- 전국 유소년 대회: 1993–94

크로토네
- 세리에 C1 (B조): 1999–2000

그로세토
- 세리에 C1 (A조): 2006–07